# Grafschaft Vienne

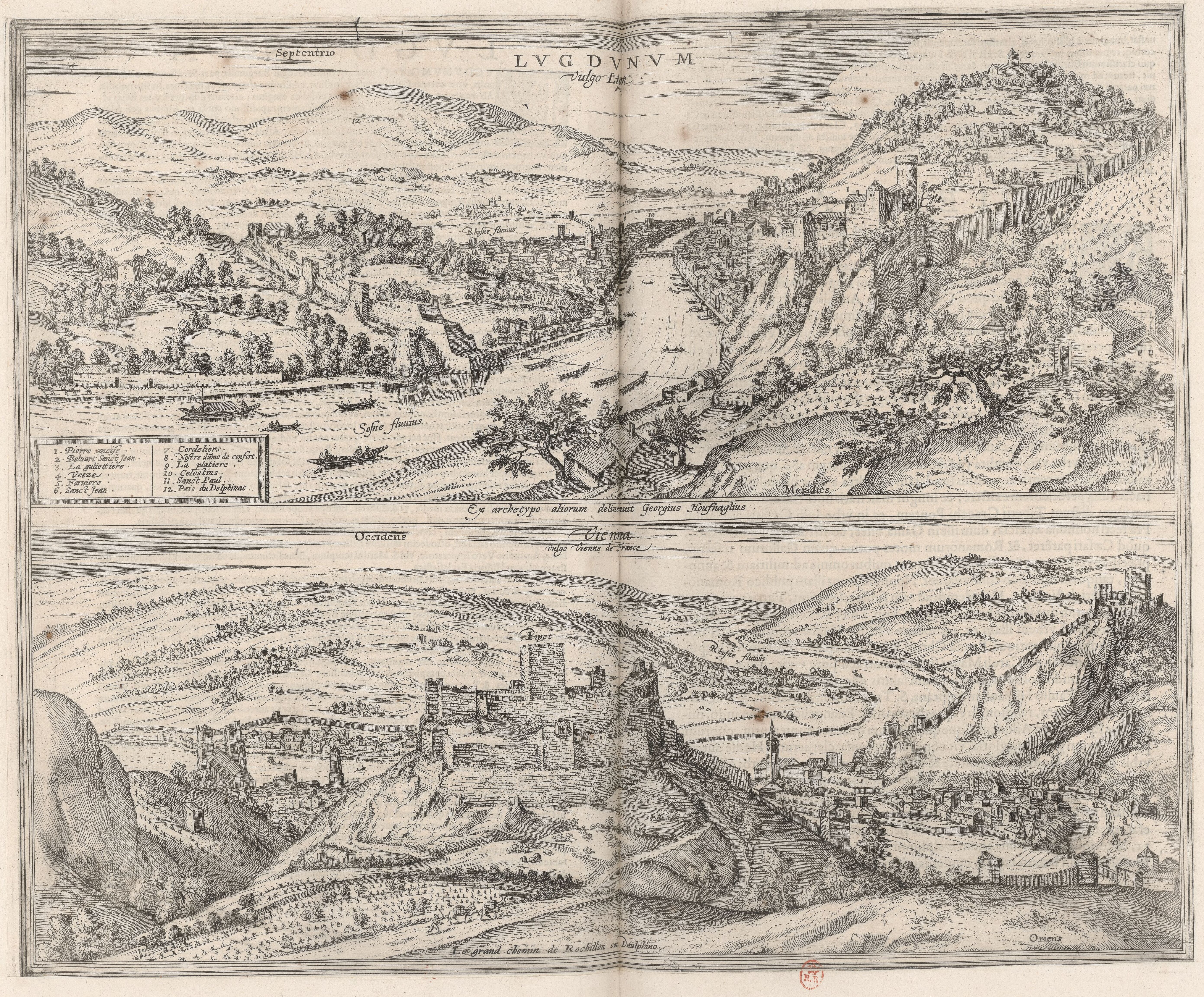
Ansicht von Vienne mit seiner Burg (um 1640)

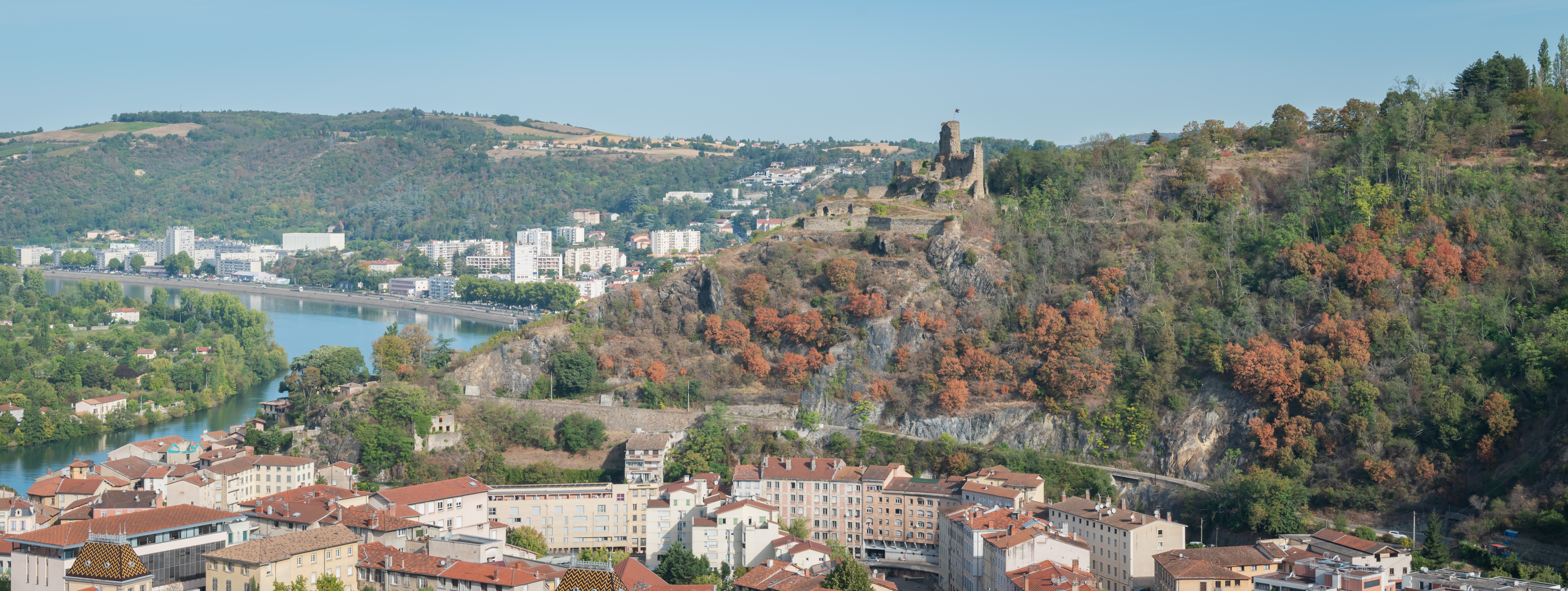
Blick auf Vienne und das Château de la Bâtie (2020)

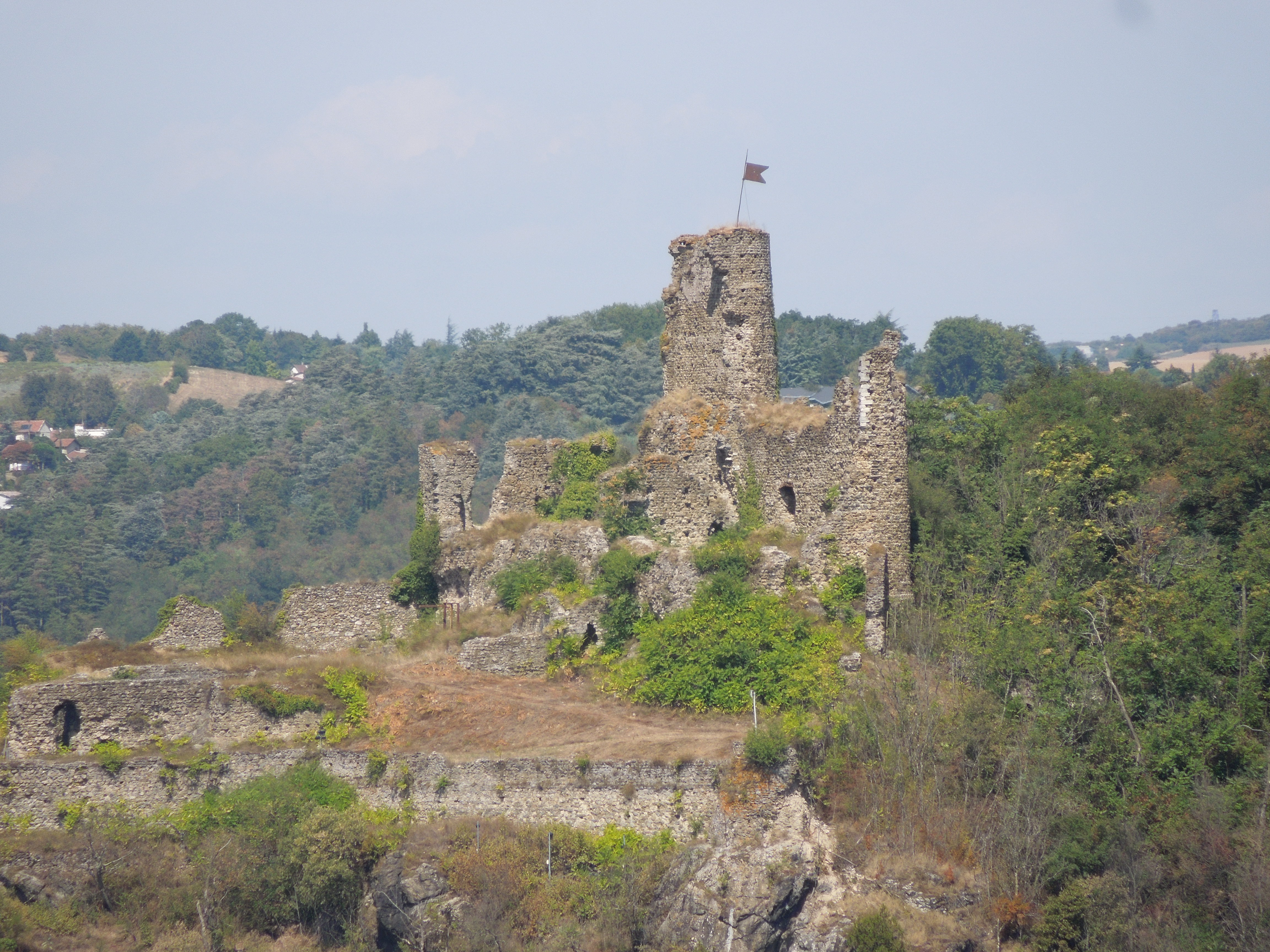
Ruine der gräflichen Burg

Die Grafschaft Vienne mit der Hauptstadt Vienne an der Rhone, umfasste im 10. Jahrhundert den größten Teil des Gebiets zwischen Lyon und dem Alpenhauptkamm; sie wurde im Jahr 1030 dem Erzbischof von Vienne gegeben, der davon zwei neue Lehen abspaltete: Albon im Süden (die spätere Dauphiné) und Maurienne im Norden (das spätere Savoyen). Albon erhielt Guigues I. der Alte (Haus Albon), Maurienne ging an Humbert I. mit den weißen Händen (Albimanus/Biancamano), Stammvater des Hauses Savoyen.
Es verblieb eine Grafschaft Vienne von geringerer Größe. Diese Grafschaft befand sich von 1085 bis 1240 in der Hand der Grafen von Mâcon, bis die letzte der Familie, Gräfin Alix († 1260), Vienne und Mâcon verkaufte. Vienne endete 1250 in der Hand der Erzbischöfe von Lyon, Mâcon bei der französischen Krone.

## Grafen von Vienne

### Erste Grafen von Vienne
- Gerhard II. (* 800, † 878/879), Graf von Paris, Graf (dux) von Vienne (Matfriede) ⚭ 819 Bertha von Tours, (* um 805, † nach 870), Tochter des Grafen Hugo (Etichonen)
  - Angilbotto, 870 als Vizegraf von Vienne bezeugt, † vor 883, vermutlicher Stammvater des Hauses La Tour-du-Pin
- Boso († 887) Graf von Vienne, Herzog von Italien, König von Niederburgund (Buviniden)
  - Erlulf, † nach 883, Sohn Angilbottos, Vizegraf von Vienne, 871–875 missus König Bosos
- Hugo († 947) Graf von Arles und Vienne, 924 König von Italien
- Odo von Vermandois, 928–931 Graf von Vienne
- Karl Konstantin († nach Januar 962), Enkel Bosos, ab 928/930 Graf von Vienne
  - Berlion, Nachkommen Erlulfs, 994/1032 bezeugt, wohl Vicomte de Vienne, 1003 als Seigneur de La Tour bezeugt

1023-1085 war die (verkleinerte) Grafschaft im Besitz des Erzbischofs von Vienne

### Haus Burgund-Ivrea
- 1085–1102: Stephan I. Tollkopf (Etienne Tête Hardie) († 1102), Graf von Mâcon und Vienne, zweiter Sohn Wilhelms I. ⚭ Beatrix von Lothringen
- 1102–1157: Wilhelm III. († 1157), Graf von Mâcon, Auxonne und Vienne, dessen Sohn ⚭ Poncette de Traves
- 1157–1184: Gerhard I. (* 1142 † 1184), Graf von Mâcon und Vienne, dessen Sohn, ⚭ Judith von Lothringen ⚭ Maurette von Salins, einzige Tochter von Gaucher IV. von Salins
- 1184–1224: Wilhelm IV. († 1224), Graf von Mâcon, Auxonne und Vienne, dessen Sohn, ⚭ I Poncia de Beaujeu, ⚭ II Scholastika, Tochter des Heinrich I. Graf von Champagne.
- 1224–1224: Gerhard II. († 1224), Graf von Mâcon und Vienne, Sohn von Wilhelm IV.und Scholastika ⚭ Alix Guigonne, Tochter des Guigues III. von Forez
- 1224–1239: Alix († 1260), Gräfin von Mâcon und Vienne, deren Tochter ⚭ Johann von Dreux († 1239)

Nach dem Tod ihres Ehemanns verkauft Alix 1239 Mâcon an die französische Krone, Vienne 1240 an ihre Tante Beatrix
- Hugo von Pagny, Sohn der Beatrix, Herr von Pymont und St. George, verkauft Vienne 1250 an den Erzbischof von Vienne; dennoch nennen er und seine Nachkommen sich Grafen von Vienne

- Wilhelm, Graf von Vienne, Herr von St. George, ⚭ Alice de Chalon-Arlai, Tochter des Johann I. Fürst von Orange 1393–1418, und der Marie, Fürstin von Orange 1393–1417;
- Margarethe, deren Tochter, ⚭ Markgraf Rudolf IV. von Hachberg-Sausenberg